# Powers Accounting Machine Company
Die Powers Accounting Machine Company (1911–1927), auch bekannt unter dem Namen Powers Tabulating Machine Company, wurde 1911 in Newark (New Jersey) gegründet und war ein Hersteller von Tabelliermaschinen.
Der in Russland geborene James Powers wurde 1907 vom US Census Bureau angeheuert, um der Regierung zu helfen, die kostenintensiven Tabelliermaschinen von Herman Hollerith abzulösen. Obwohl Hollerith über viele Patente in diesem Bereich verfügte, entwickelte Powers eine kostengünstigere und schnellere Tabelliermaschine, welche mit den Lochkarten der Hollerith kompatibel war. Die US-Regierung gestattete Powers die Patente für sich zu beanspruchen. Daraufhin verließ Powers die Behörde und gründete 1911 die Powers Accounting Machine Company.
- 1914 wurde der Hauptsitz nach Brooklyn verlegt.
- 1927 fusionierte die Powers Accounting Maschine Company mit der Remington Typewriter Company und Rand Kardex Company zu Remington Rand.